# Aeternitas (Verein)
Der Aeternitas Förderverein Bestattung und Grabgestaltung e. V. ist ein deutscher gemeinnütziger Verein zur Förderung, Erhaltung und der Entwicklung zeitgemäßer Friedhofsanlagen, Begräbnisse, Grabeinrichtungen und Bestattungsformen im Rahmen eines laut Satzung „überkommenen abendländischen Totenkults“. Er wurde 1984 gegründet.

## Tätigkeitsgebiete
Das Spektrum der Tätigkeiten von Aeternitas e. V. umfasst insbesondere die Bereiche Meinungsforschung, Forschungsförderung sowie Verbraucherberatung und -information. Der Verein klärt die Öffentlichkeit auf und fördert die wissenschaftliche Forschung. Aus der Bezeichnung „Verbraucherinitiative Bestattungskultur“ seiner übrigen Selbstdarstellung und insbesondere seiner Satzung ergibt sich, dass der Verein sich als Verbraucherberatung und Interessenvertretung in der Bestattungsbranche sieht. Dabei verweist er auf eine Anzahl von 50.000 Mitgliedern.

### Meinungsforschung
Der Verein ermittelt die Meinung der Bürger zu ihren Bestattungswünschen sowie zu Aspekten aus dem Bereich Friedhof und Bestattung. Dabei beauftragt er insbesondere regelmäßig verschiedene Meinungsforschungsinstitute wie zum Beispiel Forsa.

### Forschungsförderung
Aeternitas e. V. stellt auf seiner Internetseite eine Plattform zur Verfügung, auf der wissenschaftliche Arbeiten mit Themenschwerpunkt Friedhof oder Bestattung veröffentlicht werden. Einige wissenschaftliche Arbeiten gibt der Verein auch selbst in Auftrag. Außerdem veranstaltet er wissenschaftliche Tagungen bzw. beteiligt sich an diesen.

### Verbraucherberatung und -information
Der Verein stellt über seine Webseite Informationen zur Durchführung einer Bestattung und zur Bestattungsvorsorge zur Verfügung. In der vierteljährlich erscheinenden Vereinszeitschrift „Zeitlos“ werden Mitglieder und Interessierte ebenfalls zu Themen aus dem Bereich Bestattung und Friedhof informiert. Vereinsmitglieder erhalten praktische Hilfen und Beratung im Trauerfall sowie für die Bestattungsvorsorge; im Todesfall von Mitgliedern werden deren Angehörige unterstützt. Auch Nichtmitglieder erhalten Informationen und Hinweise zur Fragen im Zusammenhang mit Tod und Bestattung.

### Interessenvertretung
Aeternitas e. V. bzw. seine Mitarbeiter sind in regionalen sowie überregionalen Medien als Experten präsent. Der Verein wird regelmäßig als Sachverständiger im Rahmen der Gesetzgebung zu den jeweiligen Landesbestattungsgesetzen angehört. Er setzt sich zum Beispiel für Kostentransparenz, für Selbstbestimmung, für Liberalisierungen (z. B. die Abschaffung des Friedhofszwangs bei Urnen, und die Vereinfachung von Urnenumbettungen) im Friedhofs- und Bestattungswesen sowie für Verbesserungen bei der Sozialbestattung ein.